# Линейные корабли типа Neptune
Линейные корабли типа Neptune — три 98-пушечных линейных корабля второго ранга, построенных для Королевского флота сэром Джоном Генсло, по проекту, утверждённому в январе 1788 года. Все корабли типа принимали участие в сражениях Наполеоновских войн, в частности все три корабля приняли участие в битве при Трафальгаре в 1805 году. 

## Корабли
- HMS Neptune

Строитель: королевская верфь в Дептфорде

Заказан: 15 февраля 1790 года

Заложен: апрель 1791 года

Спущён на воду: 28 января 1797 года

Выведен: разобран, 1818 год

- HMS Temeraire

Строитель: королевская верфь в Чатеме

Заказан:  9 декабря 1790 года

Заложен: июль 1793 года

Спущён на воду: 11 сентября 1798 года

Выведен: продан на слом, 1838 год

- HMS Dreadnought

Строитель: королевская верфь в Портсмуте

Заказан: 17 января 1788 года

Заложен: июль 1788 года

Спущён на воду: 13 июня 1801 года

Выведен: разобран, 1857 год